# Ermsdorf
Ermsdorf (luxembourgsk: Iermsdref) er en kommune og et byområde i Luxembourg. Kommunen, som har et areal på 24,09 km², ligger i kantonen Diekirch i distriktet Diekirch. I 2005 havde kommunen 848 indbyggere. 